# Žiga Lin Hočevar
Žiga Lin Hočevar (23 de junio de 2007) es un deportista esloveno que compite en piragüismo en la modalidad de eslalon. Ganó cuatro medallas en el Campeonato Europeo de Piragüismo en Eslalon, en los años 2024 y 2025.

## Palmarés internacional
| Campeonato Europeo | Campeonato Europeo         | Campeonato Europeo | Campeonato Europeo |
| Año                | Lugar                      | Medalla            | Competición        |
| ------------------ | -------------------------- | ------------------ | ------------------ |
| 2024               | Tacen (Eslovenia)          | Medalla de oro     | C1 individual      |
| 2024               | Tacen (Eslovenia)          | Medalla de oro     | C1 por equipos     |
| 2025               | Vaires-sur-Marne (Francia) | Medalla de plata   | C1 por equipos     |
| 2025               | Vaires-sur-Marne (Francia) | Medalla de bronce  | C1 individual      |